# Lampertheim (Bas-Rhin)

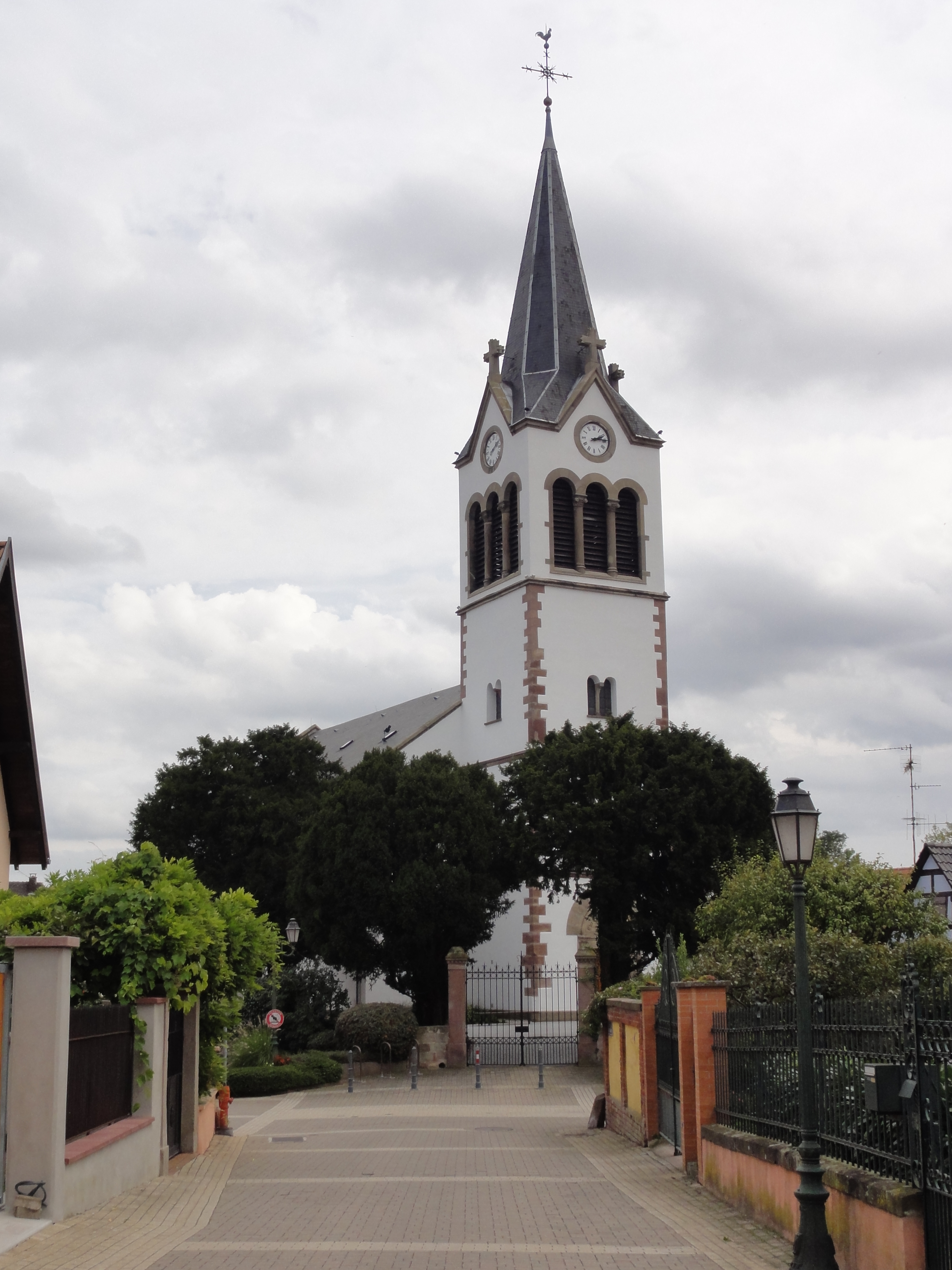
Protestantische Kirche St. Arbogast

Lampertheim ist eine französische Gemeinde mit 3458 Einwohnern (Stand 1. Januar 2021) im Département Bas-Rhin in der Region Grand Est (bis 2015 Elsass), 15 Kilometer von Straßburg entfernt.
Die Gemeinde beteiligt sich am lokalen Fernsehsender TVCS sowie am Parc commercial Strasbourg nord einem Handelsplatz – gemeinsam mit Mundolsheim und Vendenheim.

## Bevölkerungsentwicklung
| Jahr      | 1962 | 1968 | 1975 | 1982 | 1990 | 1999 | 2007 | 2013 |
| --------- | ---- | ---- | ---- | ---- | ---- | ---- | ---- | ---- |
| Einwohner | 1018 | 1081 | 1728 | 2085 | 2619 | 2949 | 3058 | 2905 |

## Persönlichkeiten
- Johann Friedrich Lobstein (* 1736 in Lampertheim; † 1784 in Straßburg), Chirurg und Anatom, Professor an der Universität Straßburg.
- Johann Michael Lobstein (* 1740 in Lampertheim; † 1794 in Straßburg), lutherischer Theologe, Professor an den Universitäten Gießen und Straßburg.
- Johann Friedrich Ruopp (* Februar 1672 in Straßburg; † 26. Mai 1708 in Halle an der Saale) war ein elsässischer Kirchenliederdichter und Pfarrer. Er absolvierte sein Vikariat in Lampertheim.
- Sebastian Schmidt (* 1617 in Lampertheim; † 1696 in Straßburg), lutherischer Theologe, Rektor der Universität Straßburg.
- Léo Schnug (* 1878 in Straßburg; † 1933 in Stephansfeld), Maler und Graphiker des Jugendstils, wuchs in Lampertheim auf.